# World Team Olympiad
La World Team Olympiad es un torneo de Bridge organizado por la World Bridge Federation, llevado a cabo cada cuatro años, desde 1960. Tradicionalmente consistió en dos eventos, el torneo en equipos abiertos y en equipos femeninos. Desde el año 2000, se incluyó el torneo senior, para jugadores por sobre los 58 años de edad. Cada federación nacional de bridge puede inscribir a su equipo representante para el acontecimiento.

## Finalistas Open
| Evento              | Campeón        | Subcampeón     | Tercero           |
| ------------------- | -------------- | -------------- | ----------------- |
| Turquía 2004        | Italia         | Holanda        | Rusia             |
| Holanda 2000        | Italia         | Polonia        | Estados Unidos    |
| Grecia 1996         | Francia        | Indonesia      | Dinamarca         |
| Italia 1992         | Francia        | Estados Unidos | Holanda           |
| Italia 1988         | Estados Unidos | Austria        | Suecia - India    |
| Estados Unidos 1984 | Polonia        | Francia        | Dinamarca         |
| Holanda 1980        | Francia        | Estados Unidos | Holanda - Noruega |
| Mónaco 1976         | Brasil         | Italia         | Gran Bretaña      |
| Estados Unidos 1972 | Italia         | Estados Unidos | Canadá            |
| Francia 1968        | Italia         | Estados Unidos | Canadá            |
| Estados Unidos 1964 | Italia         | Estados Unidos | Gran Bretaña      |
| Italia 1960         | Francia        | Gran Bretaña   | Estados Unidos    |